# Chim hoét rừng Himalaya
Chim hoét rừng Himalaya (Danh pháp khoa học: Zoothera salimalii) là một loài chim mới được mô tả trong năm 2016, loài chim hoét mới có tên khoa học này là để tưởng nhớ đến tiến sĩ Salim Ali (mất năm 1987) là người có nhiều đóng góp to lớn trong việc nghiên cứu và bảo tồn các loài chim ở Ấn Độ. Chim hoét rừng Zoothera salimalii chỉ là loài chim mới thứ tư được phát hiện tại Ấn Độ kể từ khi quốc gia này giành độc lập vào năm 1947.

## Đặc điểm
Chúng có sự tương đồng gây nhầm lẫn loài này với loài hoét Zoothera mollissima, ban đầu nhìn hình dạng bên ngoài của hai loài hoét không thể tìm thấy bất kỳ sự khác biệt nào về bộ lông giữa chúng. Hai loài hoét có khởi điểm gốc là cùng loài nhưng sau đó tách ra tiến hóa để thích nghi với nhu cầu môi trường sống khác biệt của rừng và núi. Loài hoét rừng Zoothera salimalii có chân và đuôi ngắn hơn so với hoét núi Zoothera mollissima khi được so sánh cùng một kích thước cơ thể. Chim hoét núi có chân dài dễ dàng thích nghi với môi trường sống có không gian thoáng hơn trong rừng.
Tiếng hót của hai loài này thật sự rất khác biệt và đây là yếu tố giúp phân biệt chúng. Loài hoét rừng Zoothera salimalii sống ở vùng rừng thấp hót du dương và êm tai hơn so với loài hoét núi Zoothera mollissima sống ở môi trường vùng rừng núi cao (có âm thanh tiếng hót nghe khá hỗn tạp và rít). Nhờ phân biệt được tiếng hót du dương đặc trưng, các nhà khoa học đã phát hiện một loài chim hoét mới ở dãy Himalaya thuộc miền bắc Ấn Độ và Trung Quốc. 

## Quá trình
Một nhóm các nhà nghiên cứu quốc tế đến từ Thụy Điển, Trung Quốc, Mỹ, Ấn Độ và Nga tìm kiếm và nghiên cứu loài chim hoét mới Zoothera salimalii từ năm 2009. Qua quá trình ghi âm tiếng hót, phân tích DNA và so sánh với các mẫu vật tại 15 bảo tàng trên thế giới mới nhận định đây là hai loài hoét tiến hóa riêng biệt cách đây hàng triệu năm, có thể cùng khoảng thời gian con người và tinh tinh tiến hóa tách biệt nhau. 